# Farvergården (Odense)
 For alternative betydninger, se Farvergården. (Se også artikler, som begynder med Farvergården)
Farvergården er en plads i centrum af Odense, beliggende i det historiske bygningskompleks Brandts Klædefabrik, omgivet af mange af byens markante kulturinstitutioner. Farvergården ligger mellem Brandts Passage og Pantheonsgade med forbindelse til Amfipladsen og har et areal på cirka 1200 m².
Magasinet, Kulturmaskinen, Odense Internationale Film Festival og Tidens Samling har alle adresse ud til Farvergården. Pladsens nordside afgrænses af Studenterhus Odense, der om sommeren bruger pladsen til strandbar, og på østsiden ligger The Australian Bar.
Farvergården særligt indrettet til udendørs kulturbegivenheder og benyttes ofte til aktiviteter for byens børnefamilier, som eksempelvis den årlige arrangementrække SOMMER i Farvergården og Børnekarrusel i forbindelse med Karrusel Festival.

## Historie
| Citat | Der er aldrig blevet farvet noget i Farvergården | Citat |
|       |                                                  |       |

Området, hvor pladsen ligger, hørte ikke oprindeligt til Brandts Klædefabrik, men hang sammen med ejendommene ud mod Pantheonsgade og Vestergade. Først da Kulturmaskinen blev etableret i 2009, fik pladsen navnet Farvergården. Den er opkaldt efter den tilstødende farveribygning, som ligger ud til Brandts Passage og huser The Australian Bar og dele af Magasinet.
Odense har dog til gengæld en anden, rigtig, farvergård, som ligger i Overgade 45-47.

## Ekstern henvisning
- Farvergården Arkiveret 18. maj 2015 hos  Wayback Machine